# 左翼党 (斯洛文尼亚)
左翼党是斯洛文尼亚的一个左翼政党。该党成立于2017年6月24日，由争取民主社会主义倡议与斯洛文尼亚争取生态社会主义和可持续发展党—TRS合并而成。该党成立后，又与民主劳动党组成新的选举联盟“联左-民劳党”，取代先前的联合左翼。
2022年1月，维奥莱塔·托米奇（时任该党副协调员）等多名重要领导人退党。
2022年初，斯洛文尼亚著名哲学家斯拉沃热·齐泽克对该党表示支持，并在该党第五次代表大会上发表演讲。